# Oryzias marmoratus
Oryzias marmoratus é uma espécie de peixe da família Adrianichthyidae.
É endémica da Indonésia.